# Conistra albipuncta
Conistra albipuncta är en fjärilsart som beskrevs av John Henry Leech 1889. Conistra albipuncta ingår i släktet Conistra och familjen nattflyn. Inga underarter finns listade i Catalogue of Life.